# Susana Duijm

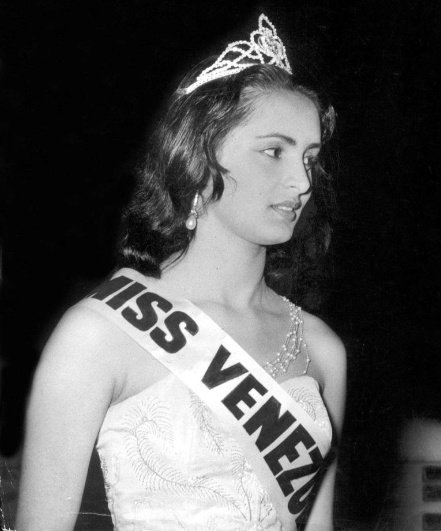
Duijim tại cuộc thi Hoa hậu Venezuela 1955

Carmen Susana Duijm Zubillaga (11 tháng 08 năm 1936 - 18 tháng 6 năm 2016) là một cựu người mẫu, diễn viên và người dẫn chương trình truyền hình người Venezuela. Bà từng đoạt danh hiệu Hoa hậu Venezuela 1955 và tham gia Hoa hậu Hoàn vũ 1955 và dừng chân tại top 15. Sau đó bà tham gia Hoa hậu Thế giới tại Luân Đôn, Vương quốc Anh và giành chiến thắng tại cuộc thi. Bà là người phụ nữ Nam Mỹ đầu tiên đoạt được danh hiệu này.

### Đời tư
Sự thành công tại cuộc thi Hoa hậu Thế giới đã giúp bà có những bước phát triển trong sự nghiệp diễn viên, người mẫu và người dẫn chương trình truyền hình sau này.
Con gái của bà, Carolina Cerruti là đại diện chính thức của Venezuela tại cuộc thi Hoa hậu Thế giới 1983 tại Luân Đôn, vào ngày 17 tháng 11 năm 1983.
Bà qua đời vào năm 2016 và được chôn cất tại Nghĩa trang Camposanto, Porlamar, Margarita.

## Hiển thị
1. ↑  "Miss World Coverage 1983". Bản gốc lưu trữ ngày 4 tháng 7 năm 2012. Truy cập ngày 13 tháng 1 năm 2010.

https://www.latintimes.com/susana-duijm-dead-first-latina-ever-win-miss-mundo-passes-79-391264
| Tứ đại Hoa hậu (1955)          | Tứ đại Hoa hậu (1955)         | Tứ đại Hoa hậu (1955) | Tứ đại Hoa hậu (1955) |
| ------------------------------ | ----------------------------- | --------------------- | --------------------- |
| Hoa hậu Hoàn vũ Hillevi Rombin | Hoa hậu Thế giới Susana Duijm | Hoa hậu Quốc tế none  | Hoa hậu Trái đất none |